# Ніколаєв Тимофій Леонтійович
Тимофій Леонтійович Ніколаєв (1899, село Заозер'я, тепер Лузького району Ленінградської області, Російська Федерація — 1960, Харків) — радянський військовий діяч, політичний працівник, член Військової Ради Харківського військового округа, генерал-майор. Депутат Верховної ради РРФСР 1-го скликання. Кандидат в члени ЦК КП(б)У в травні 1940 — січні 1949 р.

## Біографія
Народився в селянській родині. У 1918 році добровольцем пішов у Червону армію, учасник Громадянської війни в Росії на Петроградському і Південному фронтах.
Член РКП(б) з 1918 року.
У 1923—1936 роках — на політичній роботі в Червоній армії. З грудня 1923 року служив відповідальним секретарем партійної комісії політичного відділу 1-ї Запорізької Червоного козацтва кавалерійської дивізії та 46-ї стрілецької дивізії. З листопада 1928 року — заступник начальника політичного відділу 15-ї Сиваськой стрілецької дивізії, з лютого 1932 року — заступник начальника політичного відділу, помічник командира з політичної частини і начальник політичного відділу 6-ї Орловської стрілецької дивізії. У 1926—1930 роках проходив службу на території Монгольської Народної Республіки, а у 1928—1930 роках виконував спеціальні завдання ОДПУ СРСР на території Китаю.
У жовтні 1936 року направлений в розпорядження Управління по командному и начальницькому складу РСЧА. У вересні — грудні 1937 року — військовий комісар 15-го стрілецького корпусу.
У грудні 1937 — лютому 1939 року — член Військової ради Уральського військового округу.
У лютому 1939 — липні 1941 року — член Військової ради Харківського військового округу. У вересні — листопаді 1939 року був членом Військової ради армійської групи військ, яка брала участь в поході проти Польщі.
Учасник німецько-радянської війни. У червні — серпні 1941 року — член Військової ради 18-ї армії. У жовтні 1941 — січні 1943 року — член Військової ради 10-ї армії. У січні 1943 — 1945 року — заступник начальника тилу з політичної частини Калінінського та 1-го Прибалтійського фронтів.
Потім — у відставці.
Похований в місті Харкові.

## Звання
- бригадний комісар (2.01.1936)
- дивізійний комісар (31.12.1937)
- корпусний комісар (1940)
- генерал-майор (6.12.1942)

## Нагороди
- орден Леніна
- чотири ордени Червоного Прапора (10.07.1944)
- орден Вітчизняної війни 1-го ст. (18.10.1943)
- орден Червоної Зірки
- медалі